# رهاب الفئران والجرذان
الخوف من الفئران والجرذان- أو رهاب الفئران والجرذان، يمكن النظر إليه على أنه يمثل أحد أكثر أنواع الرهاب المحددة انشارًا. يُشار إليه
أحيانًا باسم رهاب الفئران (من الكلمة اليونانية μῦς " فأر ") أو أنه (اشتقاق من الصفة التصنيفية "الفأر" لعائلة Muridae التي تشمل الفئران والجرذان، وأيضًا من الكلمة اللاتينية mure "فأر/جرذ")، أو رهاب سوريفوبيا، من الكلمة الفرنسية souris، والتي تعني "فأر".
هاك اختلاف بين الرهاب فيما يتعلق بالفئران والجرذان، باعتباره خوفًا غير معقول، وبين القلق المعقول، والصحي بشأن تلويث الفئران والجرذان لإمدادات الغذاء، والذي قد يكون عالميًا، حيث أنه متواجد في جميع الأوقات، وفي كل الأماكن والثقافات فالحبوب المخزنة تجتذب القوارض، والتي تستهلك، أو تلوث إمدادات الغذاء بعد ذلك.

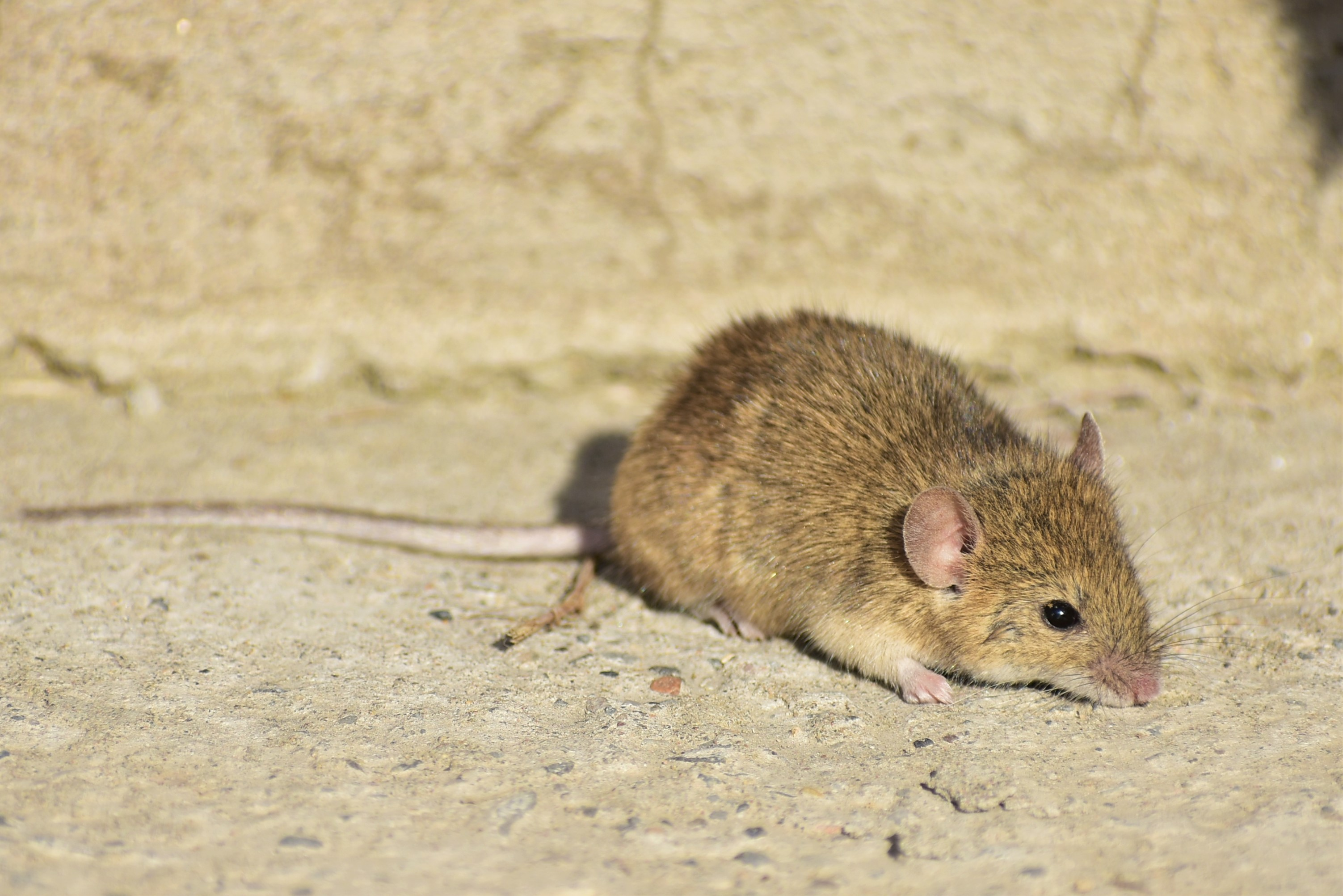
فأر منزلي (Mus musculus)

## السبب
في كثير من الحالات، يكون الخوف الرهابي من الفئران والجرذان، عبارة عن استجابة مشروطة ناجمة عن البيئة المحيطة، ومقترنة باستجابة الفزع (استجابة لمحفز غير متوقع)، وهي شائعة في العديد من الحيوانات، بما في ذلك البشر، وليس اضطرابًا حقيقيًا. وفي الوقت ذاته، وكما هو الحال مع الرهاب المحدد، فإن الخوف العرضي قد يؤدي إلى قلق غير طبيعي، ويتطلب العلاج.

## العلاج
يمكن علاج الخوف من الفئران والجرذان، عن طريق أي علاج قياسي لرهاب معين. العلاج القياسي لرهاب الحيوانات، يتمثل في إزالة التحسس بشكل منهجي، ويمكن أن يتم ذلك إما في غرفة الاستشارة، أو من خلال التنويم المغناطيسي. ويقوم بعض المعالجين بالمزج بين كلا النهجين، من أجل إزالة التحسس أثناء العلاج. قد يكون من المفيد تشجيع المرضى على تجربة بعض الارتباطات الإيجابية مع الفئران: حيث يقترن الحافز المخيف بما هو إيجابي بدلاً من تعزيزه باستمرار بما هو سلبي.

### الفيلة والفئران

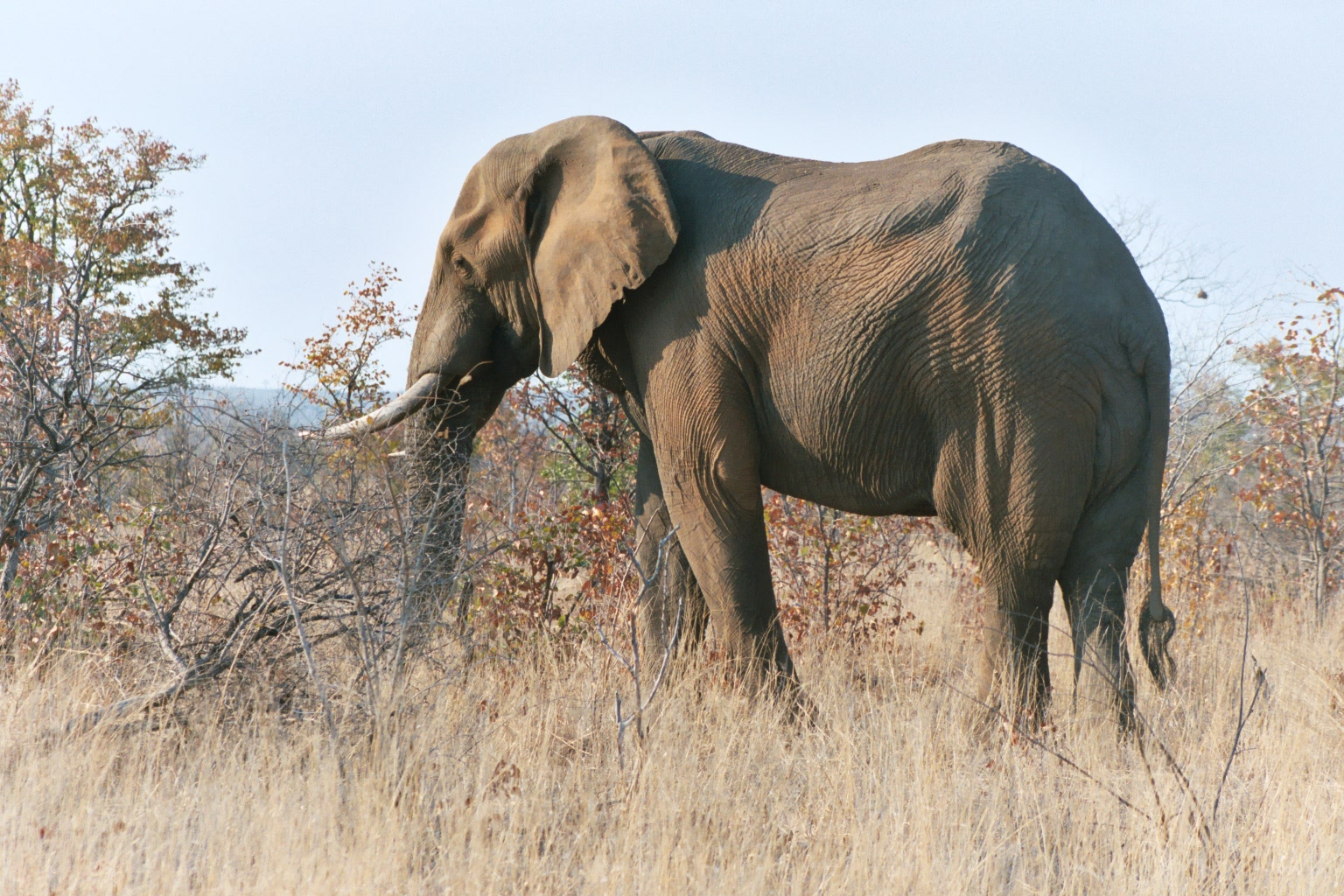

هناك اعتقاد شعبي شائع مفاده، أن الفيلة تخاف من الفئران. ومن المحتمل أن أقدم إشارة إلى هذا الادعاء جاءت من بلينيوس الأكبر في كتابه التاريخ الطبيعي، الكتاب الثامن. كما ترجمها فيليمون هولاند (1601م)، "انه من بين جميع الكائنات الحية الأخرى، لا تستطيع الأفيال أن تتحمل فأرًا، أو جرذًا". وقد أظهرت العديد من حدائق الحيوان وعلماء الحيوان أنه يمكن تدريب الأفيال على عدم القيام برد الفعل. حيث أجرى فريق MythBusters تجربة حاول فيها عدد من الأفيال تجنب الفأر، مما يدل على أن هذا الاعتقاد قد يكون له أساس. وبعيدًا عن ذلك، فإن رهاب الفيلة لا يزال يشكل أساسًا للعديد من النكات والاستعارات. تتضمن لعبة الطاولة الكلاسيكية "دو شو تشي" قيام الفأر بقتل فيل، وتذكر إصدارات متعددة من كتاب القواعد أن الفأر سوف يزحف إلى آذان الفيل لقضم دماغه. وهذه الأخيرة تعد من الحكايات الشعبية.

## في الثقافة الشعبية

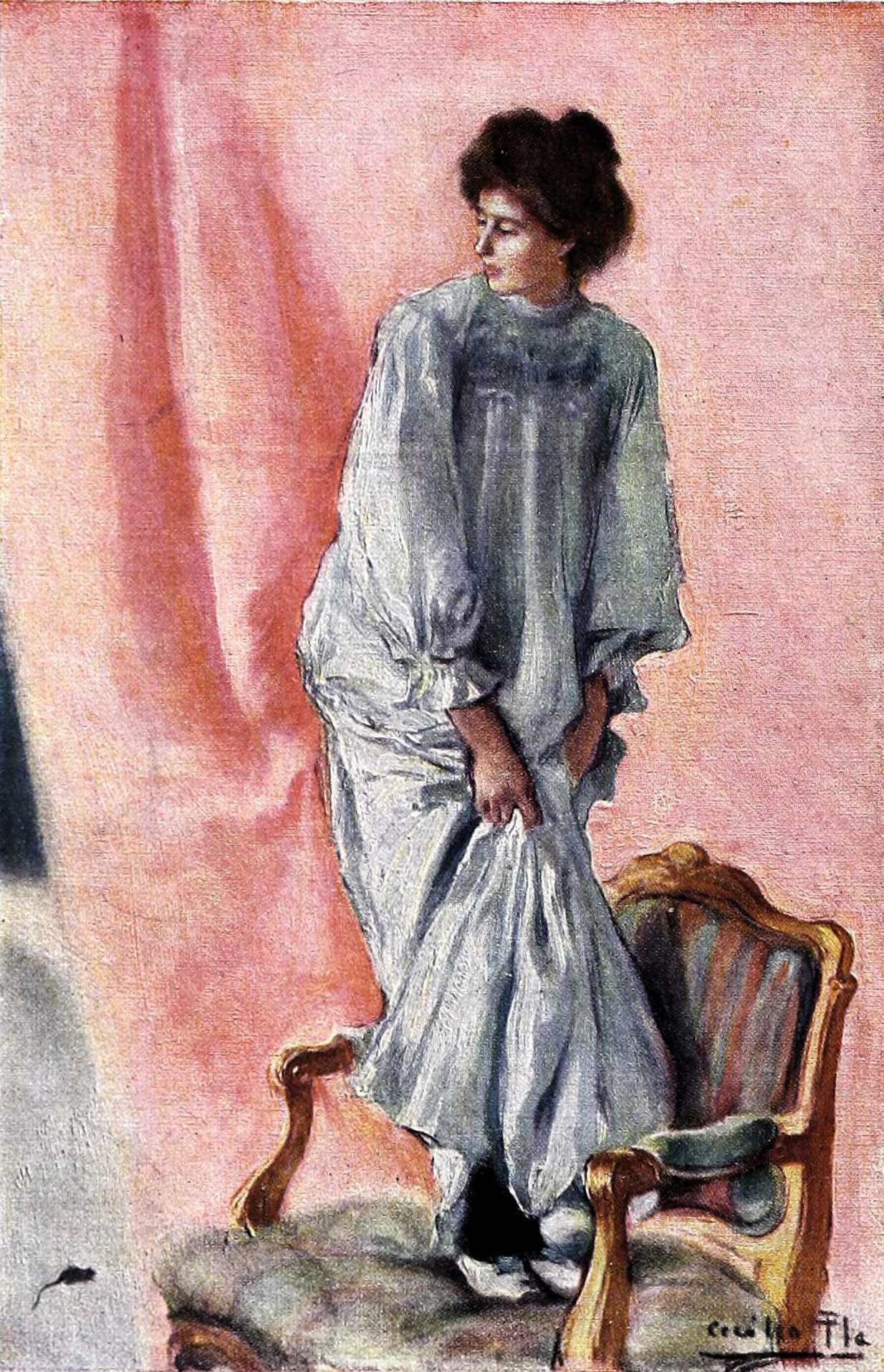
امرأة تعاني من رهاب الفئران

تم تصوير الخوف المبالغ فيه، والرهاب من الفئران والجرذان بشكل تقليدي على أنه سمة نمطية للمرأة، حيث وجدت العديد من الكتب والرسوم المتحركة والبرامج التلفزيونية والأفلام التي تصور النساء يصرخن، ويقفزن على الكراسي أو الطاولات عند رؤية فأر. وعلى الرغم من هذا التصوير، فإن رهاب الفئران والجرذان، كان دائمًا أمرًا مشتركًا يُعاني منه الأفراد من كلا الجنسين، سواء أكانوا رجالًا أم نساء. ومع ذلك، فإن النساء أكثر عرضة بمرتين من الرجال للإصابة برهاب معين، مثل رهاب الفئران.
- في رواية الكاتب والصحفي الإنجليزي جورج أورويل "1984" يعاني بطل الرواية ونستون سميث من خوف شديد من الفئران. إن ربط قفص من الفئران الجائعة على وجهه هي تقنية تستخدم لجعله يتهم حبيبته بجرائم فكرية.
- في المسلسل التلفزيوني ساينفيلد، يعاني فرانك كونستانزا من خوف شديد من الفئران. وفي الجزء الثاني من إحدى الحلقات، هدد فرانك بالخروج من المنزل، بعد أن اشاع جورج أنه قد يكون هناك فئران في منزلهم. ويبدو أن كرامر أيضًا كان خائفًا من الفئران في نفس الحلقة.
- في فيلم إنديانا جونز والحملة الأخيرة، تم وصف هنري جونز الأب بأنه كان "خائفًا حتى الموت" من الفئران.
- الشخصية الرئيسية في سلسلة دورايمون خائفة من الفئران، بسبب قيام الفئران بقضم أذنيها الروبوتية بسبب أمر خاطئ من سيواشي، كما هو موضح في الفيلم القصيرعام 1995م، 2112: ولادة دورايمون.
- سوف تتجمد شخصية الأميرة زيلدا من ذا ليجند أوف زيلدا: سبيرت تراكس من الخوف إذا التقت بالفئران.
- السيدة ميدوسا، الشخصية الرئيسية في فيلم ديزني المنقذون (1977م)، المقتبس من روايات الأطفال لمارجيري شارب، تعاني من رهاب الفئران الشديد، وتصاب بالهستيريا عند مواجهة أبطال الفيلم، وهما زوج من الفئران الودودة، بينما تهدف إلى حماية نفسها بالقفز على كرسي وإطلاق بندقيتها. ومن الغريب أن تماسيحها الأليفة الأكثر تهديدًا لا تجعلها تشعر بالقلق.
- أظهر تين توب من رواري ذا ريسينغ كار رهاب الفئران في الحلقة "تين توب يصاب بالخوف".
- كان إنجون جو خائفًا من الفئران والجرذان في فيلم الأنمي لعام 1995م، مغامرة هوك وتوم في المسيسيبي .
- في لعبة الفيديو دونكي كونج كونتري 3: ديكسي كونغز دبل تربلز، الفيل القابل للركوب/التحول إيلي خائف من الفئران ويجب أن يرمي برميلًا عليهم. بالإضافة إلى ذلك، هناك مستوى يسمى "التدافع السريع"، والذي يركز على خوفها من الفئران؛ في بداية المستوى تتحول إلى Ellie فقط لتخاف من بعض الفئران مما يتسبب في استمرار Ellie في شق طريقها عبر المستوى.
- يخاف Bloodsport، كما تم تصويره في فيلم الفرقة الأنتحارية، من الفئران، وهو ما تم استخدامه عدة مرات للتأثير الكوميدي.
- لوفتي، رافعة متحركة كبيرة زرقاء اللون على شكل إنسان من سلسلة أفلام بوب البناء، معروفة بخوفها من الفئران. كان هذا الخوف كبيرًا بما يكفي لدرجة أنه ركض طوال الطريق عائداً إلى الفناء بينما كان في حقل بعيد. ومع ذلك، فإن الإنتاجات اللاحقة أزالت هذا الخوف تماما.
- في توم وجيري: رعاة البقر! بنتلي خائف من الفئران بما في ذلك جيري ماوس وتافي .
- يظهر ليو، وهو قط مرقط من دوريات المخلاب ، أنه يخاف من الفئران، لكنه مع ذلك يتغلب على خوفه منها.